# 中田みのり
中田 みのり（なかだ みのり、1994年2月1日 - ）は、日本の女性ファッションモデル。所属事務所はボン・イマージュ。姉は女優の中田クルミ。義兄（姉の夫）は俳優の浅野忠信。

## 来歴・人物
栃木県佐野市出身。2012年3月佐野日本大学高等学校卒業、2016年3月日本大学生物資源科学部卒業。
18歳よりモデル活動をはじめる。「smart」「NYLON JAPAN」「GINZA」などの雑誌を始め、広告等で活動。netflix/CX「テラスハウス BOYS ＆GIRLS IN THE CITY」に出演する。2016年5月自身初となるスタイルブック『MINORI NAKADA PHOTO BOOK』を発売する。趣味はフィルムカメラ、映画鑑賞、散歩、クラゲ鑑賞。2017年12月に一般人と結婚していたことを後に報告。

## 出演

### 雑誌
- エル・ガール・オンライン
- VOGUE GIRL
- NYLON
- smart
- GINZA
- FREE MAGAZINE
- commons&sense
- PURPLE FASHION magazine

### 広告
- ワコール「BRAGENIC」
- SHEL'TTER WEB MAGAZINE
- アダストリアniko and... NUMERALS 2016 SS
- PLANNET by FRATICAL WEB
- EMODA WEB
- STUSSY JAPAN ”Tyrone Lebone×Stussy”
- honeyee.com

### TV
- Netflix/CX「テラスハウス BOYS ＆GIRLS IN THE CITY」(2015.10～2016.3)
- BS朝日 ハラホリ2016.5.6
- BSジャパン ファッション通信 2016.2.20[3]
- Netflix「100万円の女」通行人役

### ラジオ
- J-WAVE「PARADISO CITIZEN presents」2016.5.16 O.A ゲスト出演
- InterFM「TOKYO PLAYGROUND」2016.5.26 O.A ゲスト出演

### 映画
- 『壊れ始めてる、ヘイヘイヘイ』長谷川 役　佐藤快磨 監督2016年3月5日公開

### SHOW
- GirlsAward 2015 AUTUMN ／ WINTER
- 渋谷PARCO（PARCO NIGHT EVENT　LAST SHOW）